# Castiarina festiva
Castiarina festiva es una especie de escarabajo del género Castiarina, familia Buprestidae. Fue descrita científicamente por Carter en 1916.
Esta especie se encuentra en Australia.